# 横畠村
横畠村（よこばたけむら）は、高知県吾川郡にあった村。現在の高岡郡越知町の中部、仁淀川の左岸にあたる。

## 地理
- 山岳：黒森山
- 河川：仁淀川

## 歴史
- 1889年（明治22年）4月1日 - 町村制の施行により、横畠村・高岡郡黒岩村枝郷今成村の区域をもって発足。
- 1954年（昭和29年）3月20日 - 高岡郡越知町・大桐村と合併し、改めて高岡郡越知町が発足。同日横畠村廃止。